# Harvey Spencer Lewis
Harvey Spencer Lewis F.R.C., S:::I:::I:::, 33° 66° 95°, PhD (n. 25 noiembrie 1883 – d. 2 august 1939) a fost un cunoscut scriitor rozacrucian, ocultist și mistic care a fondat în Statele Unite ale Americii Anticul și Mistic Ordin al Roza-Crucii (AMORC) și a fost primul Imperator al acestuia, între anii 1915 și 1939.

## Biografie
Lewis a fost născut în Frenchtown, New Jersey. El a lucrat ca grafician în industria publicității și a folosit această experiență pentru promovarea AMORC, prin intermediul anunțurilor tipărite, broșurilor și ilustrațiilor din reviste. Lewis a aflat de rozacrucieni datorită interesului său pentru fenomene paranormale.
Mai târziu el a relatat că a fost inițiat într-un Ordin rozacrucian în timpul unei călătorii în Franța. I-a fost dată misiunea de a readuce ideile rozacruciene în America (un grup de imigranți germani avuseseră o colonie în Pennsylvania în secolul al XVII-lea, dar aceasta era demult dizolvată) și de a-i promova în vremurile moderne. Lewis a fondat AMORC, devenind primul Imperator al organizației. El a tradus din franceză și germană ceea ce a devenit prima serie de lecții de misticism și tot restul vieții sale a lucrat neîncetat în interesul AMORC.
Printre talentele lui Lewis a fost și înclinația pentru tehnologia audio-vizuală. Având o voce adecvată adresării publice și difuzării, el a inaugurat emisiunile radio cu intervenții ale ascultătorilor și a condus club radiofonic pentru copii în localitatea Tampa, din statul Florida. În San Jose, una dintre emisiunile lui Lewis, era difuzată duminica din Parcul rozacrucian, predicând subiecte inter-confesionale și seculare. Înregistrările emisiunilor, cântecelor și altor articole ale sale care sunt de interes pentru studenții rozacrucieni, încă mai sunt căutate de către lojile AMORC din lumea întreagă.
Folosind Sar Alden ca al său nomen mysticum, Lewis a fost unul dintre cei trei directori ai FUDOSI (Federatio Universalis Dirigens Ordines Societatesque Initiationis) reprezentând America, Europa și Orientul. Această uniune de societăți inițiatice autentice ale lumii a urmărit combaterea plagiatului simbolurilor și ritualurilor antice ale acestora, de către grupări remanente și rivali. Lewis a deținut numeroase ordinații, titluri și grade obținute sau onorifice, acordate pentru recunoașterea beneficiilor activității sale. Fiul său, Ralph Maxwell Lewis (n. 1904 – d. 1987), un filozof și scriitor consacrat, l-a urmat în 1939 ca cel de-al doilea Imperator al AMORC. Una dintre numeroasele cărți ale lui Ralph Lewis este biografia extraordinarului său tată, adecvat intitulată, Misiunea cosmică îndeplinită.

## Lucrări importante
- Principii rozacruciene pentru casă și afaceri (1929)
  - Explică unele părți ale învățăturilor și filozofiei rozacruciene legate de lucru și obiective personale.
- Întrebări și răspunsuri rozacruciene cu istoria completă a Ordinului
  - O carte în două volume: prima parte conține istoria "tradițională" a Ordinului rozacrucian, menționând nume și lucrări; a doua parte răspunde întrebărilor noilor membri și ale celor interesați.
- Viața mistică a lui Isus
  - O relatare a poveștii vieții lui Isus; sub influența Evanghelia Cristosului Isus pentru Vărsători, scrisă de Levi H. Dowling.
- Doctrinele secrete ale lui Isus
  - O explicație pentru numeroase simboluri, modele și interpretări ale activității lui Isus și a celor 12 apostoli.
- O mie de ani cu zile de ieri
  - O ficțiune care explică reincarnarea, ca experiență a personalităților trecute ale omului.
- Stăpânirea sinelui și destinul, cu cicluri ale vieții[13]
  - Relatează sistemul de cicluri ale vieții, având o natură similară bioritmului.
- Manualul rozacrucian (1918, 1929 cu re-editări)
  - Explică structura AMORC și include tot ceea ce ar trebui să fie cunoscut de un nou Rozacrucian.
- Palatele sufletului: concepția cosmică
  - Eseuri despre viață, moarte, viața de apoi și renaștere.
- Profeția simbolică a Marii Piramide
  - Prezintă o interpretare a limbii egiptene simbologiei, discutând atât idei noi cât și mai vechi.
- Otrăvirea mentală
  - O examinare rațională a blestemelor, descântecelor și manipulării psihologice.
- Misiunea cosmică îndeplinită, 1966, Lewis, Ralph Maxwell, San Jose, California.
  - Biografia lui Harvey Spencer Lewis, primul Imperator al Ordinului rozacrucian (AMORC).